# Kosjaritsa
Kosjaritsa (bulgariska: Кошарица) är ett distrikt i Bulgarien.   Det ligger i kommunen Nesebăr och regionen Burgas, i den östra delen av landet, 400 km öster om huvudstaden Sofia.
I omgivningarna runt Kosjaritsa växer i huvudsak lövfällande lövskog. Runt Kosjaritsa är det ganska glesbefolkat, med 45 invånare per kvadratkilometer.